# 財政部印刷廠
財政部印刷廠是中華民國財政部所屬事業機構，負責印製發行統一發票、協助國家賦稅稽徵等相關事業。於全國設置328個統一發票代售點，穩定供應八種發票。

## 歷史

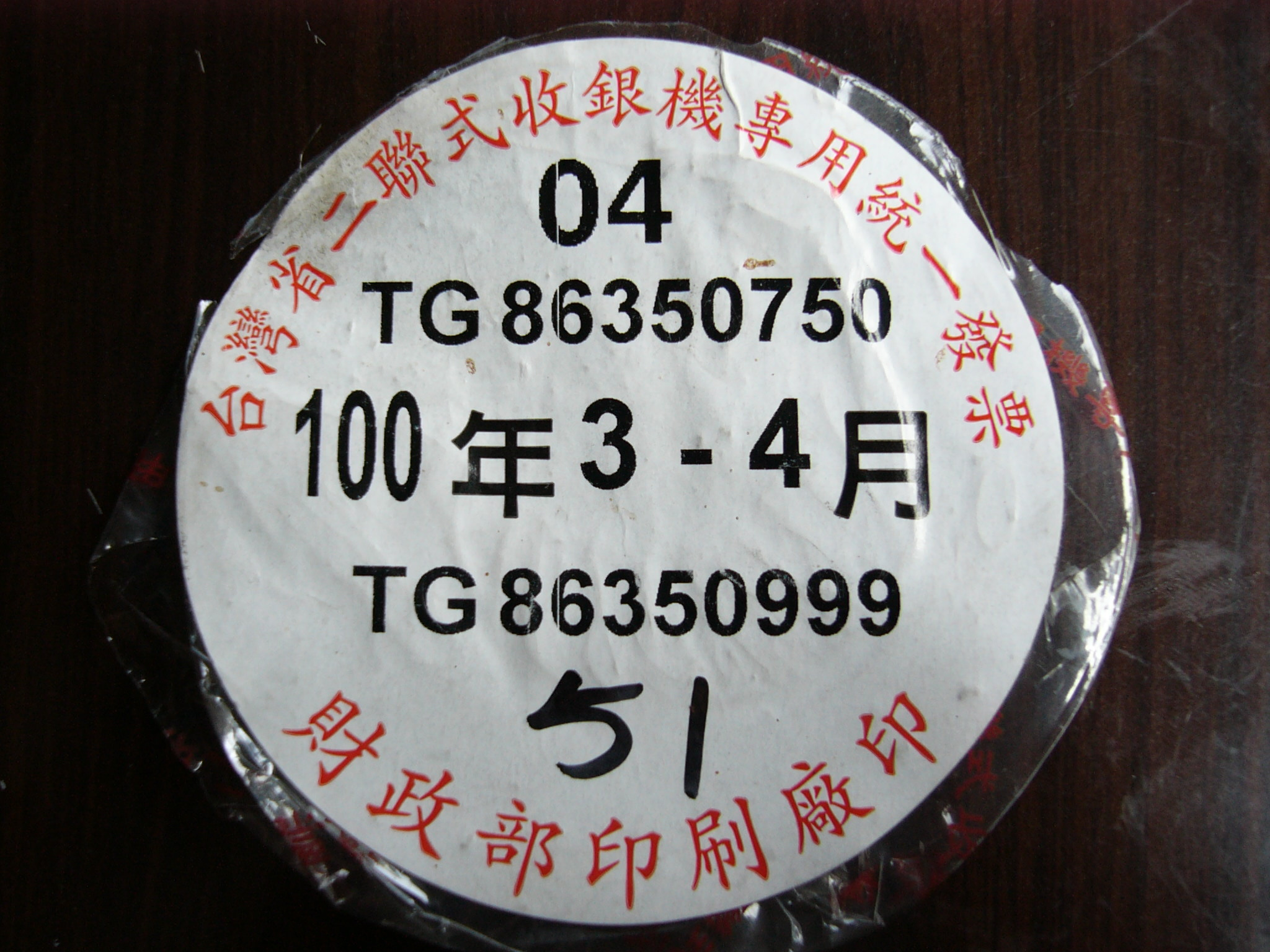
財政部印刷廠印製的中華民國100年3至4月份臺灣省二聯式收銀機專用統一發票的流水號標籤

- 1949年3月，臺灣省政府秘書處成立「臺灣省政府秘書處印刷廠」。
- 1951年，臺灣省政府秘書處印刷廠改為「臺灣省政府印刷廠」，受臺灣省政府秘書處監督指導。
- 1970年1月，臺灣省政府印刷廠再改為隸屬臺灣省政府秘書處，名稱改為「臺灣省政府秘書處印刷廠」。
- 1999年7月1日因精省，臺灣省政府秘書處印刷廠改隸財政部，而改為「財政部印刷廠」。
- 2014年7月15日，財政部印刷廠成立觀光工廠「臺灣印刷探索館」，標榜臺灣第一家印刷觀光工廠。

## 歷任高層
| 任別                   | 姓名                   | 就任時間               | 卸任時間               |
| 臺灣省政府秘書處印刷廠 | 臺灣省政府秘書處印刷廠 | 臺灣省政府秘書處印刷廠 | 臺灣省政府秘書處印刷廠 |
| 臺灣省政府印刷廠       | 臺灣省政府印刷廠       | 臺灣省政府印刷廠       | 臺灣省政府印刷廠       |
| 臺灣省政府秘書處印刷廠 | 臺灣省政府秘書處印刷廠 | 臺灣省政府秘書處印刷廠 | 臺灣省政府秘書處印刷廠 |
| 財政部印刷廠           | 財政部印刷廠           | 財政部印刷廠           | 財政部印刷廠           |
| ---------------------- | ---------------------- | ---------------------- | ---------------------- |
| ?                      | 邱森輝                 |                        |                        |
| ?                      | 卓順明                 |                        | 2013年1月16日          |
| ?                      | 連坤耀                 | 2013年1月16日          | 2018年                 |
| ?                      | 李孝春                 | 2018年11月20日         |                        |

## 組織
- 廠長
  - 副廠長
    - 秘書

- 營業課：第一工場（印前作業、平印組）、觀光工廠（臺灣印刷探索館）
- 生產課：第二工場（輪轉機印刷組、分條機組、裝訂組）、發售中心
- 總務室
- 資訊室
- 會計室
- 人事室
- 政風室
- 臺北業務處

斜體字為任務編組

## 臺灣印刷探索館
全國首間印刷產業的觀光工廠，館內保有大量的印刷史文物。
- 開放時間：09:00～17:00（週一休館）
- 票價：新台幣100元（50元可抵DIY活動或文創商品）

## 交通
臺中市公車
- 統聯客運：50、綠3、23
- 台中客運：200中興幹線、107、108、132